# Llena de amor
Llena de amor ((fr) Plein d'amour), est une telenovela mexicaine diffusée en 2010-2011 par Televisa.

## Distribution
- Ariadne Díaz - Marianela Ruiz y de Teresa Pavón / Victoria de la Garza Montiel
- Valentino Lanus - Lirio Ruiz
- Azela Robinson - Dona Fedra Curiel Ruiz / La Reina
- Altair Jarabo - Ilitia Porta-López Rivero
- César Évora - Don Emiliano Ruiz
- Armando Araiza - Don Brandon Moreno Cervantes
- Laura Flores - Dona Ernestina "Netty" Pavón Romero
- Maria Elisa Camargo - Kristel Ruiz y de Teresa Curiel
- Alexis Ayala - Don Lorenzo Porta-Lopez
- Cecilia Gabriela - Camila "Muñeca" Rivero de Porta-Lopez
- Roberto Ballesteros - Bernardo Izquierdo
- Diego Amozurrutia - Axel Ruiz y de Teresa Curiel
- Roberto Palazuelos - Mauricio Fonseca Lombardi
- Christina Mason - Gretel Ruiz y de Teresa Curiel / Manolo de la Garza Montiel
- Ricardo Margaleff - Oliver Rosales / Graciela Agustina "Chelatina" Lozano
- Lorena Enríquez - Dorothy "Doris" Moreno Cervantes
- Mariana Van Rankin - Delicia Flores de Ruiz y de Teresa
- Ivonne Ley - Nereida Pérez
- Alberto Agnesi - André Silva
- Manuela Imaz - Fabiola Fonseca
- Michelle Renaud - Lorena Fonseca
- Ricardo Franco - Alfredo
- Lilí Goret -  Carolina
- Aarón Hernán - Máximo Ruiz y de Teresa
- Tina Romero - Paula
- Carlos Cobos - Benigno Cruz
- Maricarmen Vela - Carlota Ruiz y de Teresa
- Héctor Sáez - Comisario Agustín Tejeda
- Eduardo Liñan - León Garduño
- Marcela Páez - Consuelo
- Angelina Pelaez - Mamá Dolores
- Patricia Martínez - Gladiola Cervantes vda. de Moreno
- Raul Magaña - Luis Felipe Ruiz y de Teresa
- Alejandro Felipe - Javier
- Mariana Quiroz - Manzanita
- Rosita Pelayo - Flora
- Georgina Pedret - Angela
- Rebeca Mankita - Mayela
- Fernanda López Begoña Riquelme
- Rafael Amador - Fidel Mendoza
- Kelchie Arizmendi - Marilda
- Roberto Blandón - Ricardo
- Otto Sirgo - Juez Pantoja
- Ricardo Vera - Lic. Rivas
- Theo Tapia - Lic. Ordaz
- Sergio Jurado - Dr. Arnoldo
- Martín Cuburu - Lic. Eugenio Pacheco
- Vanessa Arias - Jacqueline Pereyra
- Zoraida Gomez - Juana Felipa Pérez / Fedra Curiel de Ruiz y de Teresa (Jeune)
- Marcelo Córdoba - José María Sevilla (Jeune)
- Gabriela Goldsmith - Fedra de Curiel
- Oscar Traven - Aristoteles Curiel
- Luis Uribe - José María Sevilla
- Carlos Gascón - Jorge Jauma
- Lizetta Romo - Almudena
- Lucía Méndez - Eva Pavón Romero vda. de Ruiz y de Teresa

## Émissions dans d'autres pays
- Canal de las Estrellas (Mexique): Lundi à vendredi aux 20h00 (3 mai 2010-2011)
- Canal de las Estrellas (Amérique Latine): Lundi à vendredi aux 23h00 / 21h30 (3 mai 2010-2011)
- Gama TV
- Mega: Lundi à vendredi aux 18h00 (2010-2011)
- Televicentro
- Telemetro Panamá
- Telemicro
- Univision
- América Televisión
- LaTele
- Red Uno
- LaSexta3
- Telenovela Channel

## Autres versions
- Mi gorda bella (2002), produit par RCTV; avec Natalia Streignard, Juan Pablo Raba (en), Norkys Batista, Jeronimo Gil et Hilda Abrahamz.
- Dekho Magar Pyaar Se (2004), produit par Shrey Guleri et Guroudev Bhall pour Prime Channel.
- Manjalara (2007), produit par Khabir Bhatia pour TV3; avec Emelda Rosmila et Jehan Miskin.

### Sources
- (es) Cet article est partiellement ou en totalité issu de l’article de Wikipédia en espagnol intitulé « Llena de amor » (voir la liste des auteurs).